# Giacinto Tamburini
Giacinto Tamburini (Comacchio, 12 gennaio 1886 – Roccamonfina, 17 gennaio 1944) è stato un vescovo cattolico italiano.

## Biografia
Giacinto Tamburini nasce il 12 gennaio 1886 a Comacchio, nell'allora omonima diocesi.
Verso i primi anni del novecento frequenta il seminario e riceve l'ordinazione presbiterale nella cattedrale di San Giorgio il 18 luglio 1909 dal cardinale Giulio Boschi, arcivescovo di Ferrara e vescovo di Comacchio.
Svolge il ruolo di vicario generale della diocesi e di vicario parrocchiale nella comunità di Chiesuol del Fosso, piccola frazione di Ferrara. Entrambi gli incarichi in diocesi ebbero per lui una durante prevalentemente lunga.
Il 6 marzo 1941 viene nominato vescovo di Calvi e Teano da papa Pio XII.
Riceve la consacrazione episcopale nella cattedrale di Ferrara il 27 aprile dello stesso anno da Paolo Babini, vescovo di Comacchio, coconsacranti Francesco Gardini, vescovo di Bertinoro, e Gherardo Sante Menegazzi, arcivescovo titolare di Pompeopoli di Paflagonia.
A lui spetta il compito di reggere le diocesi di Calvi e Teano durante la Seconda guerra mondiale, dato di fatto che non gli concede di continuare in pieno il suo ruolo di vescovo a causa delle numerose e vaste devastazioni e dei terribili bombardamenti aerei a Teano, che causano la distruzione del seminario, della cattedrale e dello stesso palazzo vescovile.
Il 5 ottobre 1943, nonché giorno precedente al bombardamento aereo di Teano, i tedeschi lo prelevano e lo conducono fino al santuario di Maria Santissima del Lattani, presso il quale vi rimane per quasi tre mesi. Credeva che l'esercito tedesco lo volesse portare in un bosco per essere fucilato.
Muore a Roccamonfina nello stesso santuario il 17 gennaio 1944.
Dopo la sua morte viene intitolata una via con il suo nome nel comune di Comacchio.

## Genealogia episcopale
La genealogia episcopale è:
- Cardinale Scipione Rebiba
- Cardinale Giulio Antonio Santori
- Cardinale Girolamo Bernerio, O.P.
- Arcivescovo Galeazzo Sanvitale
- Cardinale Ludovico Ludovisi
- Cardinale Luigi Caetani
- Cardinale Ulderico Carpegna
- Cardinale Paluzzo Paluzzi Altieri degli Albertoni
- Papa Benedetto XIII
- Papa Benedetto XIV
- Papa Clemente XIII
- Cardinale Marcantonio Colonna
- Cardinale Giacinto Sigismondo Gerdil, B.
- Cardinale Giulio Maria della Somaglia
- Cardinale Carlo Odescalchi, S.I.
- Cardinale Costantino Patrizi Naro
- Cardinale Lucido Maria Parocchi
- Papa Pio X
- Cardinale Gaetano De Lai
- Arcivescovo Giovanni Battista Rosa
- Vescovo Antonio Scarante
- Vescovo Paolo Babini
- Vescovo Giacinto Tamburini